# شرکت توسعه گردشگری ایران
شرکت توسعه مهمانخانه‌های ایران در سال ۱۳۸۳ با تغییر اساسنامه، به شرکت توسعه گردشگری ایران تبدیل شد. اعضای مجمع عمومی این شرکت متشکل از وزرای اقتصاد، دادگستری، میراث فرهنگی و معاون رئیس جمهور است.
فعالیت آن علاوه بر بهره برداری از برخی هتل‌ها و اماکن، توسعه زیرساخت‌های گردشگری کشور است. همچنین برخی ماموریت‌هایی که برای آن در نظر گرفته شده عبارتند از دسترسی به توسعه پایدار و ارزش آفرینی در گردشگری، طراحی، مشاوره، ساخت، توسعه و بهره‌برداری از اماکن و فضاهای گردشگری، تفریحی و اقامتی در سطح کشور براساس استانداردها و فناوری‌های مدرن و با نگاه کیفی و رشد سودآوری معرفی ظرفیت‌ها، جذب و هدایت سرمایه‌گذار و توانمندسازی فعالان حوزه گردشگری با بهره‌مندی از شایستگی‌ها، منابع و تجارب غنی شرکت توسعه گردشگری ایران. 
سهام این شرکت در حال حاضر ۷۳درصد دولتی و ۲۷ درصد متعلق به بخش خصوصی است. اعضای مجمع عمومی شرکت را در حال حاضر وزیر محترم اقتصاد و دارایی، وزیر وزارت میراث‌فرهنگی، صنایع‌دستی و گردشگری، وزیر محترم دادگستری و همچنین نماینده بخش خصوصی تشکیل می‌دهند.
فعالیت این شرکت علاوه بر بهره‌برداری برخی هتل‌ها و اماکن، توسعه زیرساخت‌های گردشگری کشور است.

## تاریخچه
شرکت توسعه مهمانخانه‌های ایران به‌روایت روزنامه رسمی شماره ۶۷۸۳ مورخ 1347/7/14، در تاریخ 1347/2/31 تأسیس شد و سهامداران اولیه آن عبارت بودند از: شرکت سهامی تأسیسات جهان‌گردی، شرکت سهامی اینترکنتینانتال و شرکت سویسی EWI.
پس از انقلاب، سهام شرکت امریکایی به سهامدار ایرانی انتقال یافت. این شرکت با توجه به برنامه‌های بلندمدت و چشم‌اندازهای فرارو، در سال ۱۳۸۳ تغییراتی در اساسنامه (موضوع شرکت) اعمال کرد و هم‌زمان نام شرکت نیز به «شرکت توسعه گردشگری ایران» تغییر یافت.

## پروژه‌های در حال اجرا
- شکوه تخت‌جمشید
- كاروانسرای مادرشاه عباسی اصفهان
- خانه تاريخي گلشن

## مدیران عامل و اعضای هیئت مدیره
| مدیرعامل      | دوران مدیریت | دوران مدیریت |
| مدیرعامل      | از           | تا           |
| ------------- | ------------ | ------------ |
| علی همتی      | آذر ۱۴۰۰     | هم‌اکنون      |
| علی جیرفتی    | آذر ۱۳۹۶     | آبان ۱۴۰۰    |
| مهدی جهانگیری | مهر۱۳۸۶      | آبان۱۳۸۸     |

## شرکت‌های تابعه
- گروه هتل‌های بین‌المللی لاله
- مجتمع آب‌درمانی سبلان
- ) شرکت هاي توسعه گردشگري در استان ها